# Michael Türkay
Michael Türkay (* 3. April 1948 in Frankfurt am Main; † 9. September 2015 ebenda) war ein deutscher Zoologe und Meeresforscher.

## Leben
Türkay studierte Biologie an der Johann Wolfgang Goethe-Universität Frankfurt am Main bis zum Diplom (1973). 1983 wurde er dort mit der Arbeit Morphologisch-taxonomische Monographie der Gecarcinidae promoviert. Nach seiner Habilitation wurde er zum apl. Professor an der Universität Frankfurt ernannt für die Fachgebiete der Speziellen Zoologie und Morphologie der Evertebraten.
Bereits als Schüler wurde Türkay Mitglied der Senckenbergschen Naturforschungsgesellschaft. 
Er war von 1964 bis 1974 als Freier Mitarbeiter und von 1974 bis 1976 als Hilfsassistent in der Crustaceensektion des Senckenberg Forschungsinstituts tätig. Bereits seit 1967 führte er wissenschaftliche Arbeiten an dekapoden Crustaceen durch und veröffentlichte einschlägig. Seit 1976 leitete er als wissenschaftlicher Angestellter die Crustaceensektion des Instituts und beschrieb mehrere neue Krebsarten.
1989 bis 2014 war er Abteilungsleiter Zoologie II (heute Abteilung Marine Zoologie) im Senckenberg Forschungsinstitut, von 1997 bis 2007 Vertreter des Direktors im Bereich Forschung, Personal und Finanzen. 2002 übernahm er die Forschungsleitung. Von 2007 bis zu seiner Pensionierung 2013 war er Direktoriumsmitglied der Senckenberg Gesellschaft für Naturforschung SGN sowie Stellvertreter des Generaldirektors. Langjährig engagierte er sich als Leiter der Senckenberg-Schule, die wissenschaftliche Assistenten für naturkundliche Museen ausbildet.
Er wurde bekannt mit seinen Nordsee-Forschungen und seinen Expeditionen mit dem Wissenschaftsschiff Meteor zur Erkundung der Tiefsee im Atlantik, im Mittel- und im Roten Meer. Zusammen mit Eckart Witzigmann und Christian Teubner verfasste er Kochbücher über Muscheln, Shrimps und Fische.